# Emil Viktor Kohl
Emil Viktor Kohl (* 31. März 1862 in Wien; † 19. April 1924 ebenda) war ein österreichischer Physiker und Hochschullehrer.
Kohl wurde in der Wiener Vorstadt Jägerzeile, heute Teil der Leopoldstadt, geboren. Sein Vater Wenzel Kohl stammte aus Böhmen und war Schmiedemeister. Seine Mutter Theresia geb. Anger stammte aus Ketzelsdorf. Sie heirateten am 24. Juli 1854.
Er studierte an der Universität Wien und wurde 1890 zum Dr. phil. promoviert. 1903 wurde er Privatdozent an der Universität Wien. 1921 wurde er zum außerordentlichen Professor ernannt. Er wirkte auch als Erster Aktuar (Verwaltungsbeamter) in der Kanzlei der Akademie der Wissenschaften zu Wien. Er befasste sich mit theoretischen Fragen, insbesondere mit der Wellenlehre, der Maxwellschen Formulierung des elektromagnetischen Feldes sowie der Elektronik und Thermodynamik.

## Veröffentlichungen (Auswahl)
- Über ein Integral der Gleichungen für die Wellenbewegung, welches dem Dopplerschen Prinzipe entspricht. In: Annalen der Physik. 11. Jahrgang, Nr. 5, 1903, S. 96–113, doi:10.1002/andp.19033160505 (bnf.fr).
- in: Stephan Meyer (Hrsg.): Festschrift Ludwig Boltzmann, gewidmet zum sechzigsten Geburtstage – 20. Februar 1804. Barth, Leipzig 1904, S. 678–686.
- Über den Unipolareffekt einer leitenden magnetischen Kugel. In: Annalen der Physik. Band 20, 1906, S. 641–676.
- Über eine Erweiterung der Stefanschen Entwicklung des elektromagnetischen Feldes für bewegte Medien. In: Annalen der Physik. Band 20, 1907, S. 1–37.
- Über eine mögliche Ursache der Verdoppelung der RAOULTschen Effekte in verdünnten Lösungen von Elektrolyten. In: Fortschritte der Physik. 1915, S. 307 ff.
- Über eine Beziehung zwischen den beiden spezifischen Wärmen. In: Fortschritte der Physik. Band 69, 1918, S. 719 ff.